# Ленка Гочкова
Ленка Гочкова-Мартінакова (чеськ. Lenka Hocková Martináková; нар. 21 червня 1987) — чеська борчиня вільного стилю, учасниця чемпіонатів світу, чемпіонатів Європи та Європейських ігор, багаторазова переможниця та призерка міжнародних турнірів.

## Життєпис
Боротьбою почала займатися з 1998 року.
Багаторазова чемпіонка Чехії (2005—2007, 2009, 2012, 2013, 2015).
Виступала за спортивний клуб «Hellas» Брно. Тренер — Мілан Гемза (з 2012).

## Спортивні результати на міжнародних змаганнях

### Виступи на Чемпіонатах світу
| Змагання                        | Збірна | Вагова категорія          | Місце |
| ------------------------------- | ------ | ------------------------- | ----- |
| Чемпіонат світу з боротьби 2007 | Чехія  | жіноча боротьба, до 55 кг | 32    |
| Чемпіонат світу з боротьби 2009 | Чехія  | жіноча боротьба, до 55 кг | 16    |
| Чемпіонат світу з боротьби 2010 | Чехія  | жіноча боротьба, до 55 кг | 14    |
| Чемпіонат світу з боротьби 2011 | Чехія  | жіноча боротьба, до 55 кг | 32    |
| Чемпіонат світу з боротьби 2012 | Чехія  | жіноча боротьба, до 55 кг | 16    |
| Чемпіонат світу з боротьби 2013 | Чехія  | жіноча боротьба, до 55 кг | 20    |
| Чемпіонат світу з боротьби 2014 | Чехія  | жіноча боротьба, до 55 кг | 16    |
| Чемпіонат світу з боротьби 2015 | Чехія  | жіноча боротьба, до 53 кг | 32    |
| Чемпіонат світу з боротьби 2017 | Чехія  | жіноча боротьба, до 55 кг | 13    |
| Чемпіонат світу з боротьби 2018 | Чехія  | жіноча боротьба, до 55 кг | 15    |
| Чемпіонат світу з боротьби 2019 | Чехія  | жіноча боротьба, до 57 кг | 29    |

### Виступи на Чемпіонатах Європи
| Змагання                         | Збірна | Вагова категорія          | Місце |
| -------------------------------- | ------ | ------------------------- | ----- |
| Чемпіонат Європи з боротьби 2007 | Чехія  | жіноча боротьба, до 55 кг | 13    |
| Чемпіонат Європи з боротьби 2009 | Чехія  | жіноча боротьба, до 55 кг | 9     |
| Чемпіонат Європи з боротьби 2010 | Чехія  | жіноча боротьба, до 55 кг | 8     |
| Чемпіонат Європи з боротьби 2011 | Чехія  | жіноча боротьба, до 55 кг | 5     |
| Чемпіонат Європи з боротьби 2012 | Чехія  | жіноча боротьба, до 55 кг | 11    |
| Чемпіонат Європи з боротьби 2013 | Чехія  | жіноча боротьба, до 55 кг | 9     |
| Чемпіонат Європи з боротьби 2014 | Чехія  | жіноча боротьба, до 53 кг | 16    |
| Чемпіонат Європи з боротьби 2016 | Чехія  | жіноча боротьба, до 55 кг | 10    |
| Чемпіонат Європи з боротьби 2017 | Чехія  | жіноча боротьба, до 55 кг | 9     |
| Чемпіонат Європи з боротьби 2018 | Чехія  | жіноча боротьба, до 55 кг | 8     |
| Чемпіонат Європи з боротьби 2019 | Чехія  | жіноча боротьба, до 57 кг | 15    |
| Чемпіонат Європи з боротьби 2020 | Чехія  | жіноча боротьба, до 57 кг | 10    |

### Виступи на Європейських іграх
| Змагання              | Збірна | Вагова категорія          | Місце |
| --------------------- | ------ | ------------------------- | ----- |
| Європейські ігри 2015 | Чехія  | жіноча боротьба, до 53 кг | 12    |
| Європейські ігри 2019 | Чехія  | жіноча боротьба, до 57 кг | 16    |

### Виступи на Універсіадах
| Змагання               | Збірна | Вагова категорія          | Місце |
| ---------------------- | ------ | ------------------------- | ----- |
| Літня Універсіада 2013 | Чехія  | жіноча боротьба, до 55 кг | 9     |

### Виступи на Чемпіонатах світу серед студентів
| Змагання                                        | Збірна | Вагова категорія          | Місце |
| ----------------------------------------------- | ------ | ------------------------- | ----- |
| Чемпіонат світу з боротьби серед студентів 2010 | Чехія  | жіноча боротьба, до 59 кг | 5     |

### Виступи на інших змаганнях
| Змагання                                                         | Збірна | Вагова категорія          | Місце  |
| ---------------------------------------------------------------- | ------ | ------------------------- | ------ |
| Гран-прі Німеччини з боротьби 2005                               | Чехія  | жіноча боротьба, до 51 кг | 13     |
| Гран-прі Німеччини з боротьби 2006                               | Чехія  | жіноча боротьба, до 51 кг | 15     |
| Austrian Ladies Open 2006                                        | Чехія  | жіноча боротьба, до 55 кг | 6      |
| Klippan Lady Open 2007                                           | Чехія  | жіноча боротьба, до 55 кг | 5      |
| Гран-прі Німеччини з боротьби 2009                               | Чехія  | жіноча боротьба, до 55 кг | 11     |
| Austrian Ladies Open 2010                                        | Чехія  | жіноча боротьба, до 55 кг | Золото |
| Austrian Ladies Open 2011                                        | Чехія  | жіноча боротьба, до 55 кг | 7      |
| Гран-прі Іспанії з боротьби 2011                                 | Чехія  | жіноча боротьба, до 55 кг | 12     |
| Відкритий чемпіонат Польщі з боротьби 2011                       | Чехія  | жіноча боротьба, до 55 кг | 5      |
| Олімпійський кваліфікаційний турнір з боротьби 2012 (Софія)      | Чехія  | жіноча боротьба, до 55 кг | 14     |
| Олімпійський кваліфікаційний турнір з боротьби 2012 (Тайюань)    | Чехія  | жіноча боротьба, до 55 кг | 5      |
| Олімпійський кваліфікаційний турнір з боротьби 2012 (Гельсінкі)  | Чехія  | жіноча боротьба, до 55 кг | 17     |
| Відкритий чемпіонат Польщі з боротьби 2012                       | Чехія  | жіноча боротьба, до 55 кг | 8      |
| Flatz Open 2013                                                  | Чехія  | жіноча боротьба, до 55 кг | 11     |
| Київський Міжнародний турнір з боротьби 2013                     | Чехія  | жіноча боротьба, до 55 кг | 5      |
| Austrian Ladies Open 2013                                        | Чехія  | жіноча боротьба, до 55 кг | 4      |
| Меморіал Вацлава Циолковського 2013                              | Чехія  | жіноча боротьба, до 55 кг | 15     |
| Klippan Lady Open 2014                                           | Чехія  | жіноча боротьба, до 55 кг | 13     |
| Гран-прі Німеччини з боротьби 2014                               | Чехія  | жіноча боротьба, до 53 кг | Бронза |
| Гран-прі Іспанії з боротьби 2014                                 | Чехія  | жіноча боротьба, до 53 кг | 17     |
| Гран-прі Парижа з боротьби 2015                                  | Чехія  | жіноча боротьба, до 53 кг | 11     |
| Klippan Lady Open 2015                                           | Чехія  | жіноча боротьба, до 53 кг | 13     |
| Гран-прі Німеччини з боротьби 2015                               | Чехія  | жіноча боротьба, до 53 кг | 19     |
| Гран-прі Іспанії з боротьби 2015                                 | Чехія  | жіноча боротьба, до 53 кг | 16     |
| Відкритий чемпіонат Польщі з боротьби 2015                       | Чехія  | жіноча боротьба, до 53 кг | 14     |
| Гран-прі Парижа з боротьби 2016                                  | Чехія  | жіноча боротьба, до 55 кг | 5      |
| Klippan Lady Open 2016                                           | Чехія  | жіноча боротьба, до 55 кг | 9      |
| Олімпійський кваліфікаційний турнір з боротьби 2016 (Зренянин)   | Чехія  | жіноча боротьба, до 53 кг | 14     |
| Олімпійський кваліфікаційний турнір з боротьби 2016 (Улан-Батор) | Чехія  | жіноча боротьба, до 53 кг | 10     |
| Олімпійський кваліфікаційний турнір з боротьби 2016 (Стамбул)    | Чехія  | жіноча боротьба, до 53 кг | 21     |
| Гран-прі Парижа з боротьби 2017                                  | Чехія  | жіноча боротьба, до 55 кг | Бронза |
| Klippan Lady Open 2017                                           | Чехія  | жіноча боротьба, до 55 кг | 11     |
| Турнір Дана Колова — Николи Петрова 2017                         | Чехія  | жіноча боротьба, до 55 кг | 5      |
| Гран-прі Німеччини з боротьби 2017                               | Чехія  | жіноча боротьба, до 55 кг | 9      |
| Flatz Open 2018                                                  | Чехія  | жіноча боротьба, до 57 кг | Золото |
| Київський Міжнародний турнір з боротьби 2018                     | Чехія  | жіноча боротьба, до 55 кг | 5      |
| Турнір Дана Колова — Николи Петрова 2018                         | Чехія  | жіноча боротьба, до 55 кг | Бронза |
| Гран-прі Іспанії з боротьби 2018                                 | Чехія  | жіноча боротьба, до 55 кг | 7      |
| Відкритий чемпіонат Польщі з боротьби 2018                       | Чехія  | жіноча боротьба, до 55 кг | 7      |
| Flatz Open 2019                                                  | Чехія  | жіноча боротьба, до 57 кг | Золото |
| Klippan Lady Open 2019                                           | Чехія  | жіноча боротьба, до 57 кг | 13     |
| Турнір Дана Колова — Николи Петрова 2019                         | Чехія  | жіноча боротьба, до 57 кг | 18     |
| Відкритий чемпіонат Польщі з боротьби 2019                       | Чехія  | жіноча боротьба, до 55 кг | 10     |
| Flatz Open 2020                                                  | Чехія  | жіноча боротьба, до 57 кг | Золото |

### Виступи на змаганнях молодших вікових груп
| Змагання                                       | Збірна | Вагова категорія          | Місце |
| ---------------------------------------------- | ------ | ------------------------- | ----- |
| Чемпіонат Європи з боротьби серед кадетів 2003 | Чехія  | жіноча боротьба, до 52 кг | 12    |
| Чемпіонат Європи з боротьби серед кадетів 2004 | Чехія  | жіноча боротьба, до 49 кг | 17    |
| Чемпіонат Європи з боротьби серед юніорів 2006 | Чехія  | жіноча боротьба, до 55 кг | 14    |
| Чемпіонат світу з боротьби серед юніорів 2007  | Чехія  | жіноча боротьба, до 55 кг | 7     |